# تل سوكاس
تل سوكاس تل أثري على ساحل المتوسط في سهل جبلة في سوريا.